# Slaven Letica
Slaven Letica (Podgora, 28. lipnja 1947. – Zagreb, 25. listopada 2020.) bio je hrvatski sociolog, kolumnist, publicist, političar i sveučilišni profesor.

## Životopis
Od 1980. godine je profesor sociologije na Medicinskome fakultetu u Zagrebu. Godine 1983. je stekao doktorat na Ekonomskom fakultetu – Zagreb disertacijom Faktori rasta (1960. – 1981.) i mogućnosti racionalizacije zdravstvene potrošnje u SR Hrvatskoj pod mentorstvom Pere Jurkovića.
Kasnih 1980-ih pred raspadom socijalističke Jugoslavije i novim mogućnostima pluralizma, Letica je počeo koristiti nove slobode za zagovaranje različitih reforma. Napisao je brojne članke i kolumne, te stupio u javni život.
Od 1990. do 1991. godine bio je osobnim savjetnikom predsjednika Republike Hrvatske dr. Franje Tuđmana.
Godine 2000., Letica se kandidirao za hrvatskoga predsjednika kao neovisni kandidat, a 2003. izabran je na listi HSP-a za neovisnog zastupnika u 5. saziv Hrvatskog sabora.
Preminuo je u Zagrebu, 25. listopada 2020. godine u 74. godini života.

## Djela
Nepotpun popis djela:
- Kriza i zdravstvo, Stvarnost, Zagreb, 1984.
- Intelektualac i kriza, August Cesarec, Zagreb, 1989.
- Četvrta Jugoslavija, CIP, Zagreb, 1990.
- JNA - rat protiv Hrvatske, Globus, Zagreb, 1991. (suautor Mario Nobilo)
- Izvori velikosrpske agresije: rasprave/dokumenti: kartografski prikazi, August Cesarec-Školska knjiga, Zagreb, 1991., (engl. izd., Centar za strane jezike Zagreb-AGM d.o.o., Zagreb, 1993.), (prir. Bože Čović), (suautori Bože Čović, Miroslav Brandt, Radovan Pavić, Zdravko Tomac, Mirko Valentić i Stanko Žuljić)
- Obećana zemlja: politički antimemoari, Globus, Zagreb, 1992.
- Divlje misli: Ilustrirana kronika zabranjenih misli i zakasnjele povijesti, AGM, Zagreb, 1993.
- Habits of the Balkan Heart: Social Character and the Fall of Communism, Texas A&M University Press, College Station, 1993. (suautori Stjepan G. Meštrović i Miroslav Goreta)[6]
- Postmoderna i genocid u Bosni, Jesenski i Turk-Hrvatsko sociološko društvo i Zavod za sociologiju Filozofskog fakulteta u Zagrebu, Zagreb,1997. (suautor Bartol Letica) (engl. izd. Postmodernity and genocide in Bosnia, 1997.)
- Političko pleme, Jesenski i Turk, Zagreb, 1998. (2. izd. Političko pleme 2, Jesenski i Turk, Zagreb, 1999.)
- Strašni sud: kronika hrvatske apokalipse, Jesenski i Turk, Zagreb, 2001.
- Let iznad kukavičjeg gnijezda, Jesenski i Turk, Zagreb, 2007.
- Druga medicina: traganje za tajnim putom do zdravlja, Jesenski i Turk, Zagreb, 2010. (suautorica Gordana Cerjan-Letica)
- Mala povijest Velike Srbije: Četnička Srbija na našem Bliskom Istoku, Vuković & Runjić i 24sata d.o.o., Zagreb, 2013.
- Američke e-priče za Elenu, Naklada Jesenski i Turk, Zagreb, 2014.
- Politički sasvim nekorektno, Profil, Zagreb, 2015.
- Vječni titoizam i ljudožderska politika, Večernji edicija, Zagreb, 2016.[7]